# Punkabbestia

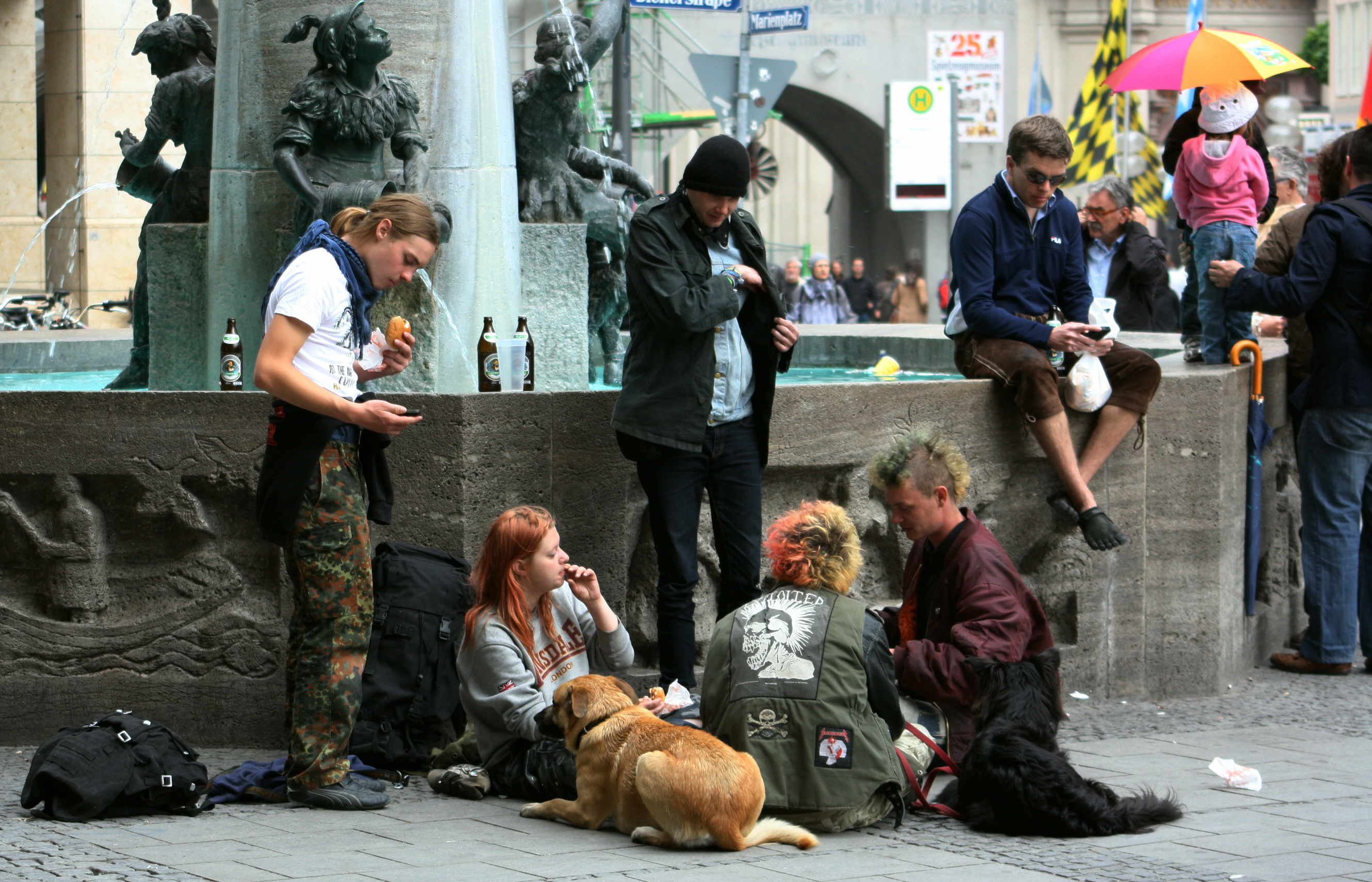
Un gruppo di punkabbestia in Germania.

Punkabbestia (AFI: /punkabˈbestja/; all'inglese /pankabˈbestja/) è un termine gergale utilizzato per identificare vagabondi o senzatetto metropolitani, spesso accompagnati da cani. In casi meno drastici, un tipo di persone che risiedono in un contesto approssimativo e, di solito, condiviso con altri individui, chiamati anche squatters.
In Italia il fenomeno sociale risale agli anni novanta del Novecento e nasce da una «sorta di degenerazione-sviluppo del movimento» anarcho punk.

## Etimologia
La parola sembra derivare da una crasi, cioè dalla fusione in un'unica parola della locuzione punk con la bestia, cioè punk con il cane: in molti dialetti dell'Italia centrale, infatti, la preposizione articolata con la diventerebbe câ dando origine alla forma punk câ bbestia, da cui punkabbestia. L'elemento punk fa riferimento alla cultura punk, di cui i punkabbestia riprendono alcuni elementi ideologici ed estetici. L'elemento bestia starebbe per la parola cane: questo è probabilmente da ricondursi all'abitudine dei punkabbestia di accompagnarsi a cani a qualsiasi ora e in qualsiasi posto. L'associazione con i cani ha reso questa interpretazione quella più diffusa a livello mediatico, popolare e anche ironico. 
Secondo alcune fonti questa etimologia sarebbe un equivoco, e la parola punkabbestia sarebbe stata coniata negli anni ottanta dai punk toscani: in alcune zone della Toscana il termine "abbestia" è utilizzato gergalmente come rafforzativo o superlativo di un qualsiasi termine o stato d'animo. L'etimologia del termine sarebbe probabilmente derivante da "a bestia" da intendersi come "alla maniera di un animale", cioè senza restrizioni morali e quindi esaltato alla massima espressione, oppure come stato animalesco e quindi eccessivo e selvaggio. Quindi punkabbestia starebbe (in una traduzione approssimativa, ma esplicativa) per "più punk di tutti" o "punk in maniera esagerata".
All'inizio l'utilizzo del termine da parte dei punk italiani marcava una distinzione rispetto a quei soggetti che portavano all'estremo l'estetica, la condotta anti-establishment del movimento, in una deriva personale accomunabile a quella dei clochard. Nello stesso periodo venivano usati anche altri termini equivalenti quali Kotti Punks (da Kottbusser Tor, la piazza di ritrovo dei primi punkabbestia berlinesi).
Nei paesi anglosassoni un'espressione con significato simile è Gutter punk.

## Descrizione sociologica
"Punkabbestia" è un termine che tende a essere usato per indicare diversi tipi di comportamenti sociali, anche molto distanti tra di loro: si tratterebbe dunque, secondo alcuni, più di un preconcetto estetico che di una reale categoria di persone.  Alcuni gruppi di punkabbestia si identificano come "crust" o "crusters", parola che indica una scelta politica precisa legata all'anarchismo, al freeganismo e in generale al boicottaggio dello stile di vita consumistico contemporaneo.
Alcuni di loro frequentano gli ambienti dei rave e a volte trovano alloggio presso i centri sociali autogestiti più schierati verso l'anarchismo radicale. Per vivere si dedicano all'accattonaggio, alle esibizioni di strada o ad altri espedienti. Spesso il loro look è caratterizzato da un miscuglio di stili diversi, generalmente legati allo stile hip-hop e a quello punk, con preferenze per la pelle sintetica rispetto alla pelle tradizionale per via delle loro convinzioni animaliste. In Italia, gruppi di punkabbestia sono particolarmente diffusi nelle città universitarie o comunque attive dal punto di vista delle iniziative giovanili non convenzionali.